# انس عبدالسلام
اُنس بنت عبدالسلام با نام کامل انس بنت عبدالسلام بن احمد بن عبدالعزیز، همچنین شهرت یافته به اُنسِ قاهریه (۱۴۶۲–۱۳۸۱م)؛ بانوی محدث مصری در سدهٔ نهم هجری و همسر ابن حجر عسقلانی بود. پدرش کریم‌الدین عبدالسلام، از قاضیان برجستهٔ مصر بود.